# 大阪万博の交通
大阪万博の交通（おおさかばんぱくのこうつう）では、1970年に催された日本万国博覧会（大阪万博）における会場内相互間、または万博会場へのアクセスの役割を果たした交通機関について記す。

## 概要
大阪万博来場者数は1970年3月15日 - 9月13日の会期183日間で、延べ6421万8770人と、当時の国際博覧会史上最多記録（2010年の上海万博に抜かれたことで、2025年の時点では史上2位）の来場者数を記録したが、それだけの人数をさばくために交通機関は大きな役割を果たすことになった。
その開催が決定したのは1965年の9月14日であり、翌10月には「財団法人日本万国博覧会協会」が設立され、会期までに必要な設備を整えることが定められ、その一つとして交通機関の整備も上げられた。
また、都市インフラもこれを機に一気に整備することになり、直接は関係しないところでも交通機関整備・市街地再開発などが推し進められることになった。

## 万博会場内の交通機関

### モノレール
万博会場内を周る環状運転路線としてモノレール（通称：万国博モノレール）が設けられた。1968年4月25日に敷設免許を申請、5月15日に跨座式モノレール基本計画が提出され、6月27日に免許を取得し1968年8月23日から1970年3月13日まで建設工事を行い、万博開幕の前日に開業し閉幕日まで半年間の万博開催期間中にのみ運行された。
1970年3月14日の開会式日には、開会式に出席した天皇・皇后・皇太子・皇太子妃・三笠宮夫妻が式後14時にモノレールに乗車し、205号車中央部で一般席14脚を撤去し床に若草色の絨毯・通路中央に淡青色の特別座席6脚を大丸百貨店から取り寄せ特設しお召し列車とした。

#### 設備
自動列車運転装置(ATO)を採用したが、実際の運行は安全性を考慮し扉開閉や発車ボタンを押すための乗務員が乗っていた。プラットホームは、転落防止用のホームドアが設けられていた。現在の西第1駐車場付近に側線を1線設置し、留置線と検修線を兼用した。

#### 車両
車両デザインは、キッコーマンの醤油瓶をデザインした榮久庵憲司によるものである。
先頭部は前面3枚窓のスラントノーズとなり、白を基調としたスマートな車体で、室内に突起が無い日本跨座式モノレールを初めて採用した。最初に搬入された編成では先頭部の青帯が前照灯まで回り込んでいたが、青帯を細くするように修正された。冷房装置は搭載していない。窓はバランサ付き1段下降窓を採用したが全開はできない。座席は一般的なモケットを敷き詰めたものではなく、外国人向けに配慮した硬めの座席が採用された。編成端出入ロ付近に2人掛けクロスシートを左右に配置し、他の部分は1人掛けクロスシートを配置していた。
| 形式    | 100 | 200 | 300 | 400 |
| 種別    | Mc1 | M2  | M1  | Mc2 |
| ------- | --- | --- | --- | --- |
| 第1編成 | 101 | 201 | 301 | 401 |
| 第2編成 | 102 | 202 | 302 | 402 |
| 第3編成 | 103 | 203 | 303 | 403 |
| 第4編成 | 104 | 204 | 304 | 404 |
| 第5編成 | 105 | 205 | 305 | 405 |
| 第6編成 | 106 | 206 | 306 | 406 |

#### 閉幕後のモノレール

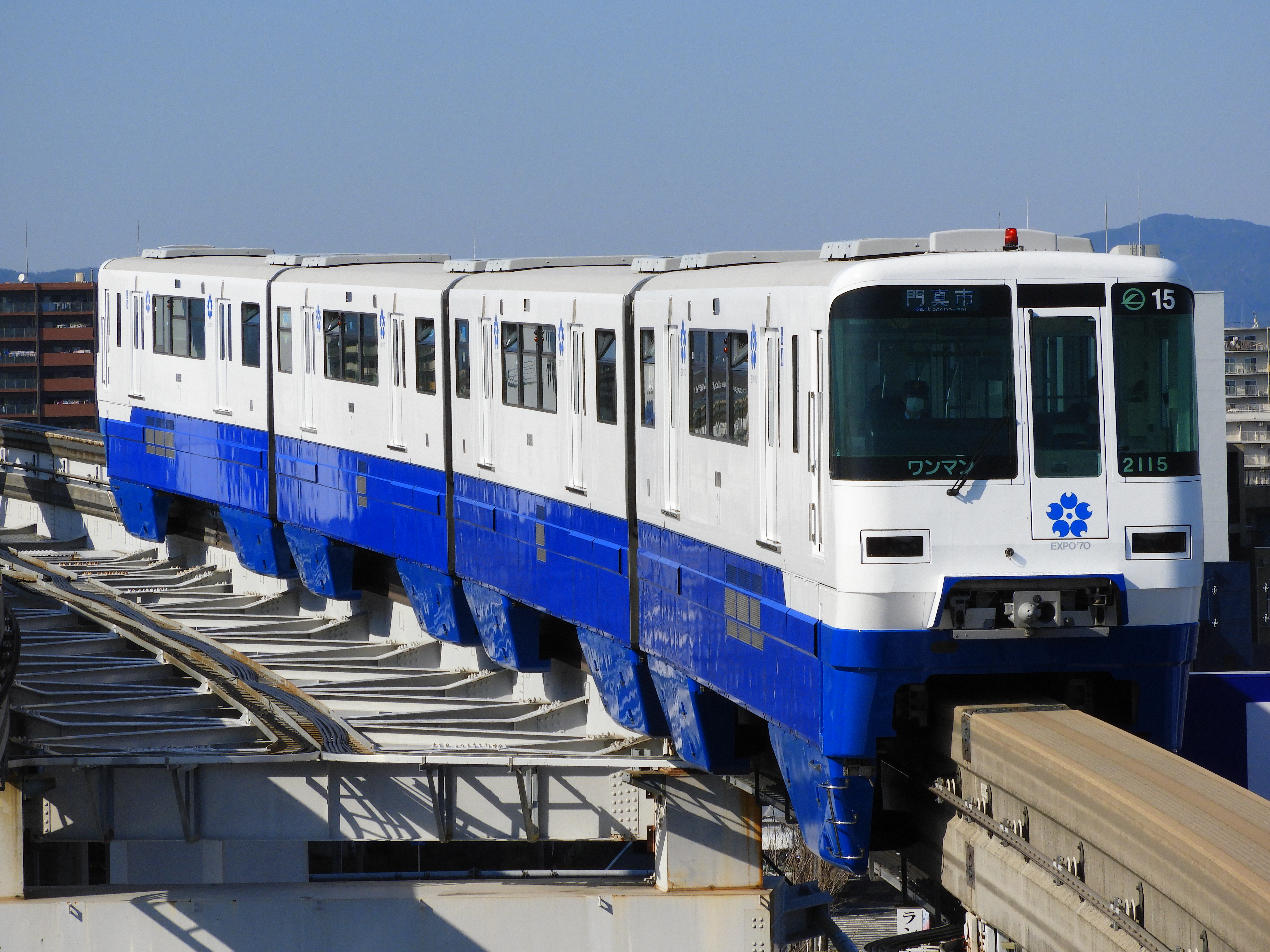
当時の車両塗装を復刻ラッピングした大阪モノレールの2000系

運行終了後は、横浜市のこどもの国にモノレールを移設する計画だったが、諸事情により移設は中止となった。万博終了後すべてのモノレール車両は検車線に留置されていたが、全車両とも現存せず車両機器の一部は東急3000系電車 (初代)の更新工事に転用されるなどした。
なお万博の事後処理を担った三井物産の仲介により、東京急行電鉄（東急）を母体としたモノレール会社を新設、車両24両9億円相当、電気設備や桁など14億円相当を流用し東急田園都市線沿線で活用する構想があったとされているが、これも中止されている。
当時、日立製作所の交通事業部施設技術部長としてモノレールの設計に関わった網本克巳によると、1968年1月末の時点で、モノレールの総建設費26億円のうち、万博協会が19億円を、東急が7億円を負担し、万博で6ヵ月使用した後は東急が引き取ることで万博協会、東急、三井物産、日立製作所が合意していたという。
東急では1968 - 1974年に土地区画整理事業を実施した嶮山早野地区（現在のすすき野、虹ケ丘）を未来都市のモデルケースとして、モノレール導入を計画していた。
東急が1968年4月 - 9月に策定した小黒谷戸総合開発計画・江田駅拠点計画では、嶮山早野地区から東急田園都市線江田駅を経由してさらに東に延びる跨座式モノレール路線が描かれている。
2020年の大阪万博50周年を記念して、大阪モノレールの2000系1編成に万国博モノレールの車両塗装を復刻したラッピングが施され、同年3月15日から運行開始している。

#### 路線データ
当節の出典

。
- 線路延長 : 4.49km
  - 本線延長 : 4.27km
  - 検修線延長 : 0.22km
  - 高架区間 : 2.7km
  - 地平区間：1.6km
- 複線区間 : なし
- 最小半径 : 60m
- 最急勾配 : 55パーミル（‰）
- 軌道桁：プレストレストコンクリート造（10.8 - 21.6m総計229連 本線218連・検修線11連）
- 運行
  - 運転間隔 :平日3分・日曜祝日2分30秒
  - 運行方向 : 反時計回りの一方通行
  - 運転時間帯 : 4月28日まで9:00 - 22:30、以後8:30 - 23:00
  - 一周所要時間 : 約15分（7駅での平均停止時分40秒を含む）
  - 1時間当たり輸送量：通常15,000人・最大25,000人
  - 使用編成数：平日5本・休日6本
- 車両
  - 編成 : 4両
  - 車両長 : 先頭車15,580mm、中間車14,000mm（連結部700mmを含まず）
  - 定員 : 540人（座席定員124人、満員967人）
  - 編成数 : 6本
  - 起動加速度 3.0km/h/s
  - 設計最高速度 60km/h
  - 減速度 3.5km/h/s（常用最大）
  - 3.5km/h/s（非常）
  - 製造時期 : 1968年11月 - 1969年6月
  - 製造メーカー : 日立製作所、東急車輛製造、東芝
- 駅
  - 屋根 : テント張り
  - ホーム長さ : 64.8m
  - 一覧 : 中央口駅 - エキスポランド駅 (0.5km) - 東口駅 (1.1km)  - 日本庭園駅 (1.8km) - 北口駅 (2.3km)  - 西口駅 (3.0km) - 水曜広場駅 (3.6km)  - （中央口駅）(4.3km)
    - キロ数は中央口駅から反時計回りでの道のり[14]
    - 中央口駅と西口駅は乗降分離の両面ホーム。また東口駅・水曜広場駅には身障者用スロープとエレベーターを設けた。
    - 北口駅と西口駅の間には検修所があり、そこへの引き込み線があったため、検修所信号場（北口駅から0.4km）があった[14]。
- 運賃 : 無料
- 運輸管理 : 東京急行電鉄
- 保守管理 : 東京急行電鉄・日立運輸東京モノレール

### レインボーロープウェイ
レインボーロープウェイは、万博会場西口から万国博ホールまでを結んでいた遊覧用のロープウェイである。
諸元
- 全長 : 0.87km
- 方式 : 3線自動循環式
- ゴンドラ
  - 台数 : 22
  - 1台定員 : 8（立席含むと15）
  - 自重 : 1.4t

- 地上からの高さ : 平均約30m
- 速度 : 秒速2m
- 所要時間 : 7.5分
- 運転間隔 : 1分
- 運転時間 : 4月28日まで9:30 - 21:00、以後9:00 - 21:30
- 駅
  - 中央駅 - 西口駅

- 運営管理 : 近畿日本鉄道
- 料金 : 大人200円、子供100円
- そのほか特徴 : 途中で、展望のために2回回転するようになっていた。

### 動く歩道
展示ブロック相互間の移動を目的として建設。地上5-6mの高架に幅5mのデッキを設け往復2本の路面幅0.6mから1mのベルトコンベアーを通す形で建設され、観客が楽しく疲れずに広大な会場を観覧出来るよう考慮しモノレール駅にも接続された。
諸元
- 設置数 : 23か所37本
- 総延長 : 3,516m
- 最大延長物 : 187.5m
- 方式 : チューブ状高架式（冷房完備、地上4 - 5m。一部露出型・一方向運転のものも存在）
- 速度 : 2.4km/h
- 利用人員
  - 1日平均 : 約100万人
  - 全期間延べ人数 : 約1億8300万人

### 電気自動車
6人乗りの電気自動車が、観客タクシー輸送用に70台、関係者用に130台用意された。
観客用車
- 種別：小型四輪電気自動車
- 料金：10分間200円・以後5分毎に100円
- 利用時間：午前10時-午後8時
- 定員：6人
- 車両寸法：全長3.2m、全幅1.42m、全高1.9m
- 空車重量：820kg
- 巡航速度：6-8km
- 動力源：鉛蓄電池
- 航続距離：120km以上
- 充電時間：8時間
- 製造：ダイハツ工業

業務用車
- 料金：1日6000円 長期契約1-3か月5%引き、4-5か月10%引き、全期間20%引き
- 用途
  - 報道機関用トラック：10台
  - 出展社・協会業務用：120台

## 会場へのアクセス

### 鉄道

#### 大阪市営地下鉄・北大阪急行電鉄

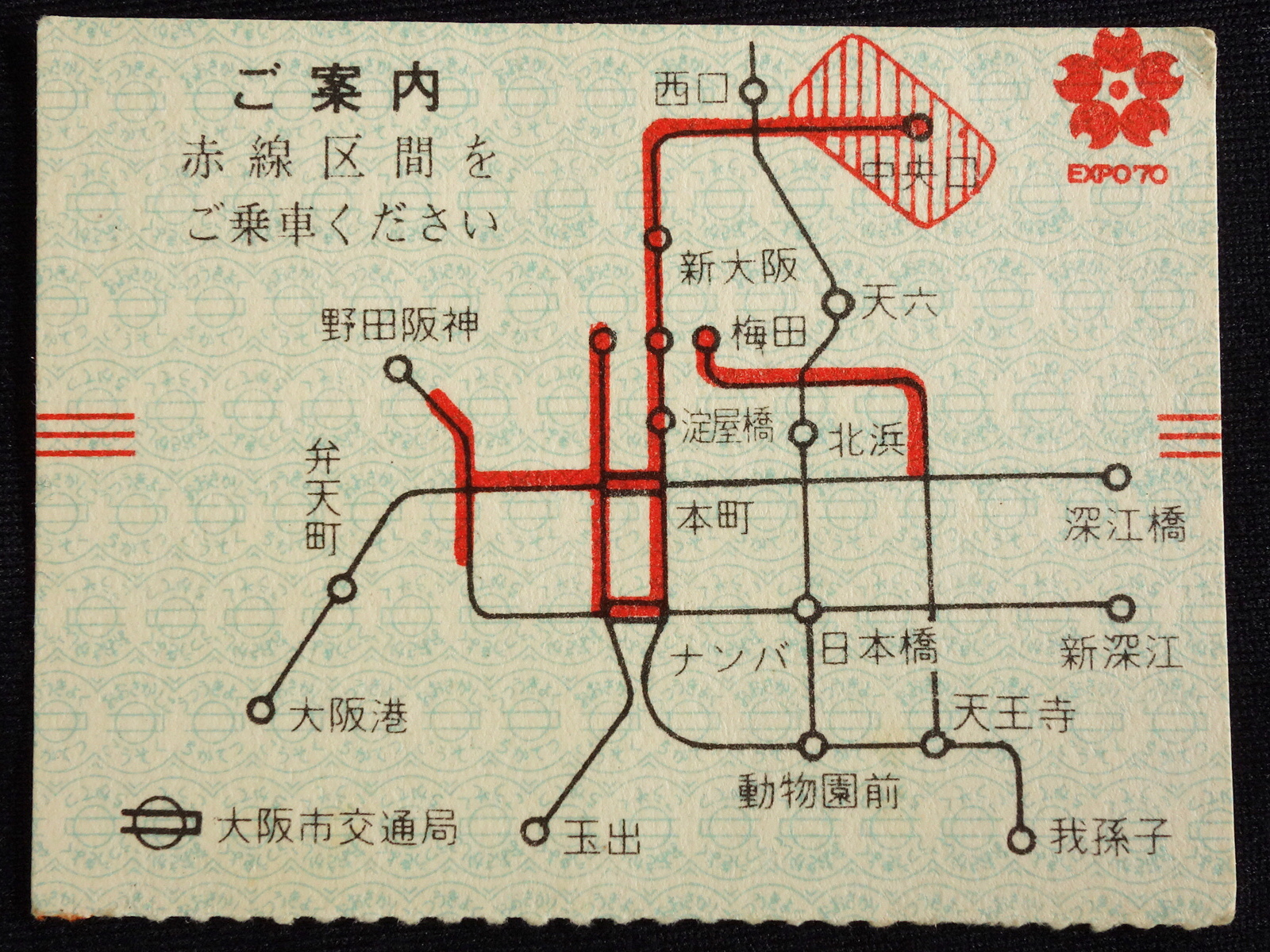
万国博連絡往復乗車券（大阪市営地下鉄、半券のみ）

大阪市営地下鉄（現・大阪市高速電気軌道）御堂筋線の江坂駅から先、千里ニュータウンの開発に備えて北大阪急行電鉄の建設が決まったが、万博開催中は中国自動車道の敷地を一時的に借りて万博中央口までの臨時線を造ることになり、開幕前の2月24日に南北線と臨時線である会場線（千里中央駅 - 万国博中央口駅）の全線が開業した。
万博開催時には地下鉄御堂筋線と北大阪急行電鉄の直通列車がラッシュ時並みの最小2分半間隔で運転され、梅田駅から万国博中央口駅まで24分、新大阪駅からは17分で結び、大阪近郊からの輸送はもちろん、新大阪駅乗り換えで遠方から新幹線等で来た客の輸送も担った。約2000万から約2400万人をこのルートで輸送したという。新大阪駅まで100円（地下鉄30円）。
これらの輸送に備えて大阪市営地下鉄は大型車両の30系を用意し、北大阪急行電鉄も2000系・7000系・8000系（初代）を投入（7000系と8000系は万博終了後大阪市交通局に売却されて30系に編入）した。また、道路事情が悪化した場合に備えて50系のうち4両2編成を貴賓車として改造したが、実際には使用されなかった。
大阪市では道路混雑が悪化したこともあり、1963年から路面電車を全廃して地下鉄を整備する計画を進めてきたが、万博開催決定を受けてそれを前倒しすることにした。この結果大阪市電は1969年に全廃され、その一方で地下鉄網は1965年当時の27.0kmから万博開催時には64.2kmに急拡大することになった。

#### 京阪神急行電鉄（阪急）
阪急千里線南千里駅 - 北千里駅間、南千里駅から2.2kmの地点に1969年11月10日から1970年9月14日まで臨時駅の「万国博西口駅」を設置して輸送に備えた。
万国博西口駅は約900万人が利用したといわれ、神戸本線・宝塚本線方面から十三駅で折り返して直通する臨時列車「エキスポ直通」や団体専用列車も設定された。また、梅田駅・大阪市営地下鉄堺筋線 - 北千里駅間に設定された臨時準急列車「エキスポ準急」は、万国博西口駅までを30分弱で結んだ。天神橋筋六丁目駅まで70円。
他に、京都本線には会場中央ゲートに隣接して東西に延びる大阪府道の中央環状線と交差する地点に南茨木駅を1970年3月8日に新設、同駅からシャトルバスで輸送することにし、万博開催中は特急を平日ダイヤは淡路駅、休日ダイヤは茨木市駅（一定時間帯のみ）に臨時停車させることにした。
なお、千里線には万国博西口駅の営業終了から3年後に、至近地に山田駅が常設駅として開業した。

#### 日本国有鉄道（国鉄）
国鉄では、これを機に東海道新幹線「ひかり」の編成をすべて16両編成に増強し、「こだま」を主にして臨時列車も多く設定した。万博旅行の際に初めて新幹線に乗ったという人は多いといわれ、新幹線は「万国博の動くパビリオン」と呼ばれた。
また、東海道本線の茨木駅を橋上駅舎化して駅前広場を整備し、会場までバス連絡とした。万博開催中は同駅に「万博東口駅」の副称をつけて快速列車の停車駅とし、万博終了後に正式な快速停車駅に格上げされた。開催当時大阪駅までの運賃は60円だった。
さらに、名古屋駅 - 新大阪駅間に快速「エキスポ」号を1往復、河瀬駅 - 茨木駅間と茨木駅 - 西明石駅・網干駅間に快速「万博」号を計3往復設定した。快速「エキスポ」号は名古屋駅・尾張一宮駅・岐阜駅・大垣駅・米原駅・彦根駅・草津駅（下りのみ）・大津駅・京都駅・茨木駅・新大阪駅に停車し、全車指定席であった。快速「万博」号は、河瀬駅 - 京都駅間の各駅・高槻駅・茨木駅・新大阪駅・大阪駅・芦屋駅・三ノ宮駅・元町駅・神戸駅・兵庫駅・明石駅・大久保駅 - 網干駅間の各駅に停車し、西明石駅発着のみ西明石駅に停車した。
この快速「万博」号は113系で運用されたが、東京の横須賀線で使用されていた編成を関西に転入させたものがあり、車体色が湘南色ではなく、関西にはないスカ色であった。万博終了後、この転入113系を使用して運転を開始したのが「新快速」である。
その他に大阪駅発三島駅行きで、三島駅で東京駅行きの新幹線「こだま」に連絡する臨時夜行急行列車「エキスポこだま」も設定された。
1969年9月14日から1970年10月13日には、万博出展品の鉄道貨物運賃を20%引きとした。

#### 特別企画乗車券
以下の特別企画乗車券が発売された。
「万国博記念回遊券」
関西・名古屋地区を除いた地域からの往復運賃と同額で、東海道本線の草津駅以西、山陽本線の明石駅以東と和田岬線、福知山線の宝塚駅以南、関西本線の木津駅以西、阪和線の鳳駅以北、山陰本線の亀岡駅以南、それに奈良線、大阪環状線、桜島線が乗車できた。
「万国博記念エック」
三島 - 名古屋地区からの斡旋旅行という形態で、万国博中央口駅までの一体乗車券になっていた（エックとは「エコノミークーポン」の略）。
「万国博記念乗車券」
大阪・天王寺・福知山・岡山各地区から、大阪までの往復割引乗車券。
「万国博プレック」
関西地区在住者や企業経営者が、故郷の両親や地方の顧客に、万国博旅行をプレゼントするというコンセプトで発売された「プレゼントクーポン」で、略して「プレック (PREK)」。全国主要都市からの往復の乗車券・特急券類・万国博入場券と、駅送迎用の無料入場券をセットにした企画商品。関西地区で発売された。
その他、阪神電気鉄道・京阪電気鉄道なども大阪市営地下鉄・北大阪急行電鉄・京阪神急行電鉄の「万国博中央口駅」・「万国博西口駅」までの一体往復割引乗車券を販売していたが、それら切符の多くは「中央口」・「西口」の両方が使えるよう、運賃が高い「中央口」経由のほうの、「西口」経由との差額分の追加賃を払えば、どちらの経路でも乗れるようにもしていた。

### バス

#### 高速バス
高速バスとして、名古屋駅から名神高速道路を経由して中央口までいく所要2時間20分のハイウェイバスが設定されたほか、名古屋駅 - 大阪駅間を結ぶ定期便も同地を経由させ、ドリーム号もいくらか増発させた。

#### 路線バス
茨木市にエリアを持つ、阪急バス、近畿日本鉄道（現・近鉄バス）、京阪自動車（現・京阪バス）の3社が「ピストンバス」を阪急の茨木市駅・南茨木駅、国鉄の茨木駅から頻発させた（京阪は茨木市駅・茨木駅のみ）。その他、中央環状線を経由して府内各地からも路線バスが設定された。なかでも国鉄茨木系統は全区間での所要時間がわずか7分のため、利用者が多かったことから、ピーク時には19秒間隔で運行し、国鉄茨木のバス発着場12バース、会場東口には10バースの発着場がフル活用された。また、1970年3月5日～9月15日には、会場東口には各社から派遣された社員で構成する万博営業所（吹田市大字山田小川29-1）を臨時に設置し、輸送体制に万全を期した。
- 国鉄茨木 - 会場東口（阪急・近鉄・京阪共同）[36][32][33]
- 阪急茨木 - 会場東口（阪急・近鉄・京阪共同）[36][32][33]
- 阪急南茨木 - 会場中央口（阪急・近鉄共同）[36][32]
- 大阪国際空港 - 会場中央口（阪神電鉄・大阪空港交通共同）[31]。

この他、地方からの会場直結バスが以下の場所との間に運行され、1日当たり総計で平日148.5回、休日152.5回運行された。
- 日急・日本高速・国鉄：名古屋（大阪・神戸系統で名神吹田ICから会場へ立ち寄り）
- 国鉄：富士（静岡県）
- 近江鉄道：長浜北中前、八日市町
- 富士急行：京都・都ホテル、神戸港・京都オリエンタルホテル（外国人専用）
- 近鉄：河内松原駅[32]
- 京阪：守口駅（現・守口市駅）[38]
- 神姫バス：柏原、西脇、三田
- 神戸電気鉄道（現・神戸電鉄）：三田駅前・下山口・有馬町
- 奈良交通：五条BC、上市、八木駅、天理駅、奈良三条川崎町[39]
- 大阪空港交通：ロイヤルホテル前・空港、空港・京都ホテル前、京都日航前・空港（空港=伊丹空港）
- 伊丹市交通局：阪急伊丹駅
- 名古屋鉄道：名古屋
- 豊橋鉄道：豊橋
- 岐阜乗合自動車：新岐阜
- 名古屋近鉄バス：大垣

その他、旅行会社主催による会場直通のツアーバスも、北陸・中国・四国など全国各地から多々運行された。

### 航空路

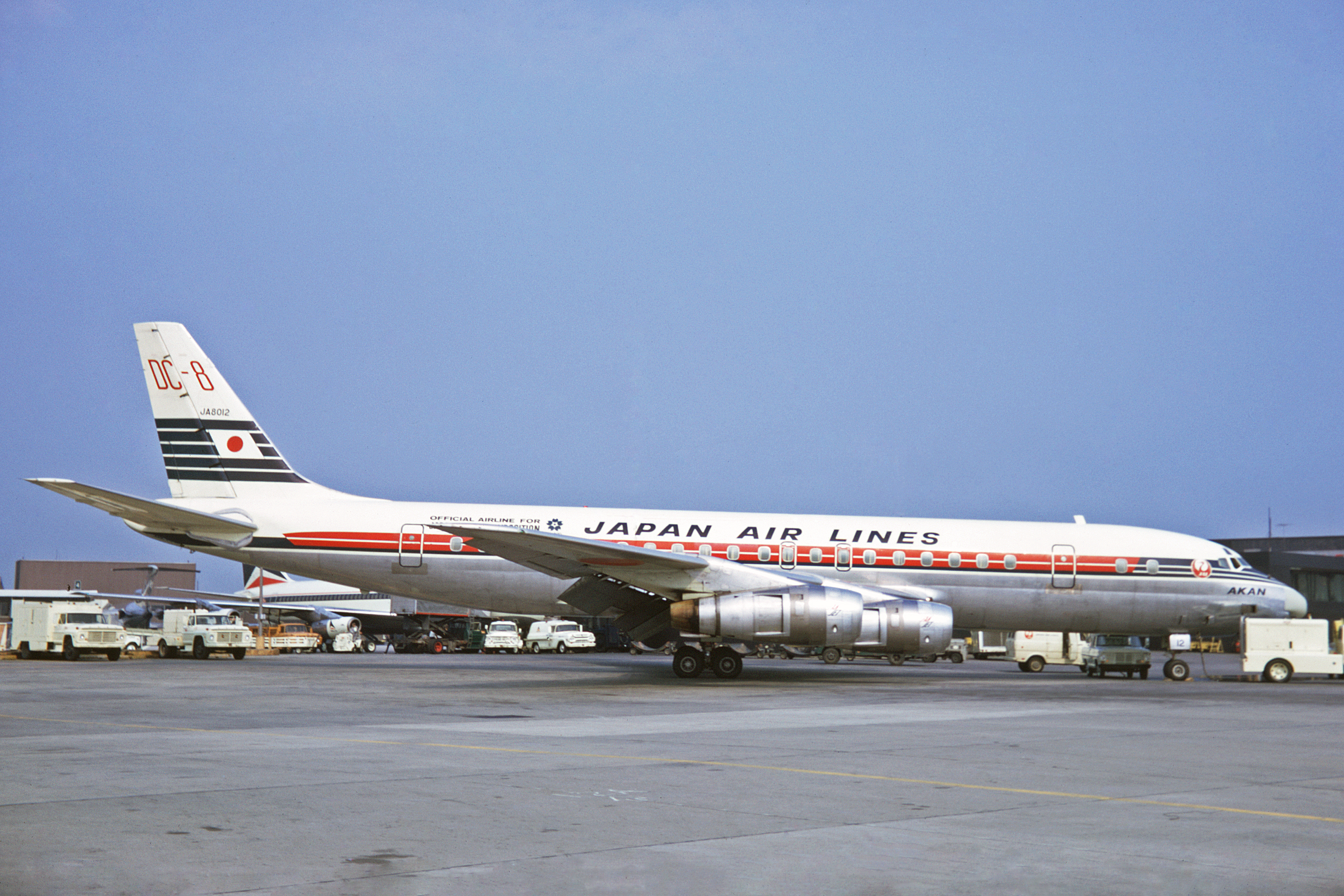
「日本万国博覧会オフィシャルエアライン」のロゴが書かれた日本航空DC-8-53（JA8012）

万博開催に合わせ大阪国際空港の拡充整備が関連事業として行われ、3000mの滑走路新設や駐車場・エプロン・通信・照明設備の拡充を行い東京国際空港と並ぶ規模となった。
日本航空が「オフィシャル・エアライン」となり、ほぼすべての機材に万博のロゴマークを入れて運行したほか、来日した外国人観光客のために国内周遊パッケージツアーを主催した。また開催前年の7月5日から11月27日には海外での誘客広報活動の総仕上げとなる24カ国70都市を訪問する「EXPOキャラバン隊」への協賛を行い役員やスチュワーデスを派遣した。
開催期間とその前後となる1970年3月1日から9月30日にかけては海外からの万博観客を運ぶチャーター便について「包括旅行団体によるチャーター（ITC）を認める」「2傭機者によるスプリットチャーターを認める」「万博目的のチャーター便に限り便数制限を行わない」といった規制緩和を行い242便に適用した。
国際航空運送協会は日本航空の提案により万博での海外出展に関し販売用品を除く必要物品の貨物運賃についての割引を認め、45kg - 100kgの貨物について1969年4月1日から翌年9月1日の往路便はアジア・オセアニア地域は約50%引き・それ以外の地域は65%引き、1970年4月1日から12月31日の復路便は一律約65％引きとし運輸省も万博向けチャーター貨物便に関して適用した。

### 船舶
国内外からの船舶利用による万博見物客に備え港湾施設の改良が行われた。大阪港では中央突堤北岸に3万トン級客船岸壁1バースと上屋、天保山に5000トン級客船岸壁1バース、安治川1号岸壁改良による1万トン級客船岸壁2バースの建設を実施。神戸港では新港第4突堤岸壁・旅客上屋・埠頭埋め立て・中央突堤旅客上屋等の建設改良を行った。期間中に大阪港からは船中泊・寄港合わせ外航客船44隻5,020名・内航客船245隻54,405人、神戸港からは国外客13,894名が万博へ向かったほか、神戸港に寄港する関西汽船や加藤汽船の航路の乗客も期間中増大した。

## その他
- 万博開催にあわせ、近畿日本鉄道（近鉄）では難波線・鳥羽線の開通や近鉄奈良駅の地下化、志摩線の改良工事を行い近鉄特急網の整備が進められ、万博見物客を伊勢志摩や奈良方面へ誘致しようとした[46]。
- 1965年に名阪国道、1969年に西名阪自動車道、1970年に東名阪自動車道が供用開始し、万博開催中に名古屋市 - 大阪市を結ぶ自動車専用道路が整備された。さらに1969年には東名高速道路も開通して、首都圏と京阪神の間も自動車専用道路で結ばれるようになった。また、名神吹田インターチェンジも名神高速道路開通当初は構想自体なかったが、万博会場への玄関口の役割を果たすルートが1つ小牧寄りの茨木インターチェンジからのルートのみでは不充分であることでもう1つ必要と判断されて急遽名神吹田インターチェンジの開設が決まった。
- 万博の最多入場者数（83万5832人[47][48]）を記録した1970年9月5日は最終列車が発車した時点でも、約10万人が会場及び周辺にいたため[49]、北大阪急行は1時20分[49]、阪急は午前2時まで急遽運転時間を延長する措置をとり[50]、千里線・京都本線だけでなく十三駅で接続する神戸本線・宝塚本線も運転時間延長を行った[50]。この事態を受け、翌日の9月6日に万国博覧会協会は17時以降の入場禁止を決め、これを受け北大阪急行では北行の運行を夕方以降は千里中央駅までとし、万国博中央口駅までは回送とする措置がとられた[49]。
- 万博終了20年後の1990年に大阪モノレールが開業したが、この間千里中央・茨木方面から万博記念公園へのアクセスは主に路線バスが担った。